# Billete de mil pesos colombianos
El Billete de mil pesos colombianos es una de las denominaciones de papel moneda que circuló en Colombia. Las diferentes ediciones emitidas rinden homenaje a José Antonio Galán, Simón Bolívar y Jorge Eliécer Gaitán, siendo esta última la última que circuló.
El billete de $1000 pesos colombianos continúa siendo de curso legal, pero se encuentra siendo progresivamente sustituido por una moneda con el mismo valor.

## Ediciones

### Primera edición
Entre 1977 y 1979, el Banco de la República de Colombia ordenó la fabricación de una serie de billetes con las denominaciones de $ 100, $ 200, $ 500 y $ 1000. Estos últimos, impresos por la American Bank Note Company el 1 de abril de 1979, llevaban en el anverso el rostro del prócer colombiano José Antonio Galán, y al reverso la imagen del palacio presidencial, también conocido como Casa de Nariño.
| N.º Pick | Emisión            | Imágenes | Imágenes | Dimensiones | Color | Color          | Descripción        | Descripción    |
| N.º Pick | Emisión            | Anverso  | Reverso  | Dimensiones | Color | Color          | Anverso            | Reverso        |
| -------- | ------------------ | -------- | -------- | ----------- | ----- | -------------- | ------------------ | -------------- |
| 421a     | 1 de abril de 1979 |          |          | 140 × 70 mm |       | Marrón y verde | José Antonio Galán | Casa de Nariño |

### Segunda edición
Se emitió el 1 de enero de 1982. Esta emisión presenta al libertador Simón Bolívar, y tiene como color predominantemente el azul. Fueron fabricadas hasta 1987 por Thomas de la Rue and Company Limited. Posteriormente se imprimieron en Colombia.
| N.º Pick | Primera emisión    | Imágenes | Imágenes | Dimensiones | Color | Color | Descripción   | Descripción                                  |
| N.º Pick | Primera emisión    | Anverso  | Reverso  | Dimensiones | Color | Color | Anverso       | Reverso                                      |
| -------- | ------------------ | -------- | -------- | ----------- | ----- | ----- | ------------- | -------------------------------------------- |
| 424a     | 1 de enero de 1982 |          |          | 140 × 70 mm |       | Azul  | Simón Bolívar | Monumento a los Héroes del Pantano de Vargas |

| Emisiones                                                                                             | Diferencias |
| --- | --- |
| 1 de enero de 1982                                                                                    | Edición impresa por Thomas de la Rue and Company Limited, firmada por Rafael Gama Quijano y Francisco J. Ortega. |
| 7 de agosto de 1984                                                                                   | Edición firmada por Hugo Palacios Mejía Salazar y Roberto Manrique. |
| 1 de enero de 1986                                                                                    | Edición firmada por Francisco J. Salazar Ortega y Roberto Manrique. |
| 1 de enero de 1987                                                                                    | Última edición impresa por Thomas de la Rue and Company Limited. |
| 1 de enero de 1987                                                                                    | Edición fabricada en Colombia con la inscripción en el reverso del billete «Imprenta de billetes - Bogotá». |
| 1 de enero de 1990 1 de enero de 1991                                                                 | Ediciones firmadas por Francisco J. Ortega y Luis Carlos León Cuervo. |
| 31 de enero de 1992 1 de abril de 1992 4 de enero de 1993                                             | Ediciones fabricadas por la «Imprenta de billetes - Santa Fe de Bogotá» y firmadas por Francisco J. Ortega Ceron y Antonio del Hierro. |
| 3 de enero de 1994 1 de noviembre de 1994 1 de julio de 1995 2 de agosto de 1995 2 de octubre de 1995 | De conformidad con el artículo 6.º de la Ley 31 del 29 de diciembre de 1992, la moneda colombiana es el Peso. La inscripción «Oro» desaparece del billete. Estas ediciones están firmadas por Miguel Urrutia Montoya y Fernando Copete Saldarriaga. |

### Tercera edición
Impresa el 7 de agosto de 2001, presentando como color predominante el naranja, rindió homenaje al político liberal Jorge Eliécer Gaitán tanto en el anverso como en el reverso. Empezó a circular el 17 de noviembre de 2001. El anverso muestra el rostro de Gaitán en primera plana, y una multitud detrás de él. El reverso muestra una frase del políticoː

Yo no soy un hombre, soy un pueblo
Jorge Eliécer Gaitán

El reverso muestra a Gaitán levantando su sombrero y una multitud detrás de él, apareciendo resaltado de color negro de un personaje de bigote, que se asocia frecuentemente con Fidel Castro, quien estuvo en Colombia en el marco de los sucesos de El Bogotazo. El diseñador del billete, explicó que se resaltó esa zona para resaltar la firma de Gaitán, y que ese hombre no era Castro, y que su intención no era dejar un mensaje oculto.
Sus características de seguridad son las siguientes:
- Marca de agua con el rostro de Jorge E. Gaitán.
- Fibrillas, hilo de seguridad y la imagen del auto de Gaitán, visibles a la luz ultravioleta.
- Hilo de seguridad con el texto «BR COLOMBIA».
- Registro perfecto, que consiste en una balanza, la cual vista a trasluz coincide perfectamente con otra balanza impresa en el reverso.
- Impresión en alto relieve, con las siglas «BRC» ubicadas en el hombro derecho del personaje.

| N.º Pick | Emisión             | Imágenes | Imágenes | Dimensiones | Color | Color   | Descripción          | Descripción                        |
| N.º Pick | Emisión             | Anverso  | Reverso  | Dimensiones | Color | Color   | Anverso              | Reverso                            |
| -------- | ------------------- | -------- | -------- | ----------- | ----- | ------- | -------------------- | ---------------------------------- |
| 450a     | 7 de agosto de 2001 |          |          | 130 × 65 mm |       | Naranja | Jorge Eliécer Gaitán | Jorge Eliécer Gaitán, firma y cita |

| Emisiones | Diferencias                                                |
| --- | ---------------------------------------------------------- |
| 7 de agosto de 2001 27 de septiembre de 2001 17 de diciembre de 2001 7 de mayo de 2002 30 de mayo de 2003 16 de febrero de 2004 17 de febrero de 2004 2 de marzo de 2005 3 de marzo de 2005 | Ediciones con mayores medidas de seguridad y nuevo diseño. |

## Emisión
El Banco de la República ha emitido en total 3610,09 millones de billetes de $1000 pesos colombianos entre 1988 y 2017.
| 1988 | 1989 | 1990  | 1991  | 1992   | 1993   |
| ---- | ---- | ----- | ----- | ------ | ------ |
| 50   | —    | 90,50 | 52,90 | 140,90 | 130,90 |

| 1994   | 1995 | 1996  | 1997 | 1998 | 1999 |
| ------ | ---- | ----- | ---- | ---- | ---- |
| 121,70 | 291  | 19,10 | —    | —    | —    |

| 2000 | 2001 | 2002 | 2003 | 2004   | 2005   |
| ---- | ---- | ---- | ---- | ------ | ------ |
| —    | —    | 195  | 115  | 180,30 | 216,70 |

| 2006   | 2007   | 2008   | 2009   | 2010   | 2011   |
| ------ | ------ | ------ | ------ | ------ | ------ |
| 253,90 | 263,60 | 280,40 | 209,20 | 246,70 | 196,10 |

| 2012   | 2013 | 2014 | 2015 | 2016 | 2017  |
| ------ | ---- | ---- | ---- | ---- | ----- |
| 262,31 | —    | —    | 148  | 47   | 98,88 |

## Circulación
El Banco de la República informó que a finales de 2022, 109,4 millones de billetes de $1000 pesos colombianos aún se encontraban en circulación en Colombia, que representan 109 403 millones de pesos colombianos.
| 2005    | 2006    | 2007    | 2008    | 2009    | 2010    | 2011    |
| ------- | ------- | ------- | ------- | ------- | ------- | ------- |
| 170 251 | 209 771 | 247 139 | 269 290 | 292 675 | 321 586 | 339 059 |

| 2012    | 2013    | 2014    | 2015    | 2016    | 2017    | 2018    |
| ------- | ------- | ------- | ------- | ------- | ------- | ------- |
| 313 418 | 248 390 | 164 852 | 202 000 | 192 675 | 159 772 | 183 313 |

| 2019    | 2020    | 2020    | 2021    |
| ------- | ------- | ------- | ------- |
| 162 645 | 137 295 | 117 986 | 109 403 |

| 2005  | 2006  | 2007  | 2008  | 2009  | 2010  | 2011  |
| ----- | ----- | ----- | ----- | ----- | ----- | ----- |
| 170,3 | 209,8 | 247,1 | 269,3 | 292,7 | 321,6 | 339,1 |

| 2012  | 2013  | 2014  | 2015  | 2016  | 2017  | 2018  |
| ----- | ----- | ----- | ----- | ----- | ----- | ----- |
| 313,4 | 248,4 | 164,9 | 202,0 | 192,7 | 159,8 | 183,3 |

| 2019  | 2020  | 2021  | 2022  |
| ----- | ----- | ----- | ----- |
| 162,6 | 137,3 | 118,0 | 109,4 |

## Medidas contra la falsificación
El director del Banco de la República de Colombia, José Darío Uribe, lanzó la campaña Billetes y monedas: valor y arte en 2010 para que los ciudadanos puedan detectar falsificaciones. A través de una serie de talleres, cajeros, comerciantes, conductores de servicios públicos, y en general, todos aquellos que pueden estar expuestos a recibir dinero falsificado fueron capacitados para reconocer el dinero falsificado. Al final de esta capacitación, recibieron como certificado una calcomanía para exhibir en su tienda y en sus cajas registradoras a fin de ahuyentar a los posibles traficantes de dinero falsificados. Según José Darío Uribe, «Las diversas campañas educativas que ha llevado a cabo el Banco de la República han reducido la cantidad de billetes falsos en Colombia». El Banco de la República recomienda reconocer los billetes falsos por el simple método de «Tocar, mirar y girar».

## En otros formatos
Versión en moneda
Durante estos últimos años se han hecho 2 versiones en moneda, y estas son:
| Moneda colombiana de 1000 pesos |                 |                 |                 |                                                 |                                                                               |                                                               |
| Valor                           | Características | Características | Características | Características                                 | Descripción                                                                   | Descripción                                                   |
| Valor                           | Diámetro        | Espesor         | Peso            | Composición                                     | Anverso                                                                       | Reverso                                                       |
| Retirada                        |                 |                 |                 |                                                 |                                                                               |                                                               |
| $1000                           | 21.67 mm        | 2.76 mm         | 7.3 g           | 92 % cobre, 6 % aluminio, 2 % níquel            | Figura precolombina de la cultura zenú                                        | Valor y año de acuñación                                      |
| En circulación                  |                 |                 |                 |                                                 |                                                                               |                                                               |
| $1000                           | 26.7 mm         | 3 mm            | 9.95 g          | Corona: Alpaca amarilla. Núcleo: Alpaca blanca. | Valor, bordeado con las palabras República de Colombia y el año de acuñación. | La tortuga caguama, su nombre popular y su nombre científico. |